# Max Romeo
Max Romeo (născut Maxwell Livingston Smith, n. 22 noiembrie 1944, Saint James Parish⁠(d), Comitatul Cornwall, Jamaica, Jamaica – d. 11 aprilie 2025, Saint Andrew Parish⁠(d), Surrey County⁠(d), Jamaica) a fost un artist de reggae jamaican și roots reggae care a cunoscut succesul în țara sa de origine și în Regatul Unit. Romeo a avut mai multe hit-uri cu grupul vocal The Emotions și cu formația The Upsetters.

## Biografie

### În primii ani de viață
Născut în St. D ' Acre, St. James, Jamaica, Romeo a plecat de acasă la vârsta de 14 ani și a lucrat pe o plantație de zahăr în afara orașului Clarendon, înainte de a câștiga o competiție locală de talent la vârsta de 18 ani. Acest lucru l-a determinat să se mute în Kingston, în scopul de a se lansa într-o carieră muzicală.